# Chiesa di Nostra Signora di Mesumundu
La chiesa di Nostra Signora di Mesumundu, generalmente identificata con Santa Maria di Bubalis, si trova nel territorio di Siligo, in provincia di Sassari. Costruita intorno alla fine del VI secolo, rappresenta un'architettura di notevole importanza. La chiesa poggia sulle rovine di un edificio termale di epoca romana, che fanno parte a loro volta del circostante parco archeologico di Mesumundu. La struttura fu rimaneggiata in epoca romanica (XI secolo). Nel XIX secolo era ridotta in stato di rudere a causa di un crollo che aveva interessato parte l'abside sud, che fu ricostruita durante un intervento di restauro nel 1934.

## Storia
Il tempietto fu eretto in epoca bizantina intorno alla fine del VI secolo, sulle rovine di un preesistente insediamento romano, dov'era presente un impianto termale.
Della fabbrica originaria rimane un frammento costituito dal corpo centrale, una rotonda cupolata con due grandi finestre a sesto ribassato aperte sulla parte alta, e due bracci diseguali entrambi absidati, orientati ad ovest e a sud. La fabbrica ha una forte somiglianza con il battistero di Yalova nel mar di Marmara (Turchia).
Verso la fine dell'XI secolo, a seguito della donazione del Judike Barisone I, fatta a favore dell'abbazia di Montecassino, col titolo di Santa Maria in Bubalis, alcuni monaci benedettini presero possesso di terre e beni e fondarono un monastero.
Il 24 giugno 1147 Gonario II di Torres, mentre si recava per la Terrasanta per visitare il Santo Sepolcro,  passò a Montecassino: in quell'occasione emanò, in favore dell'abate Rainaldo di Collemezzo, un documento di conferma di tutte le donazioni e concessioni fatte al cenobio nei documenti dai suoi predecessori.

## La struttura d'impianto

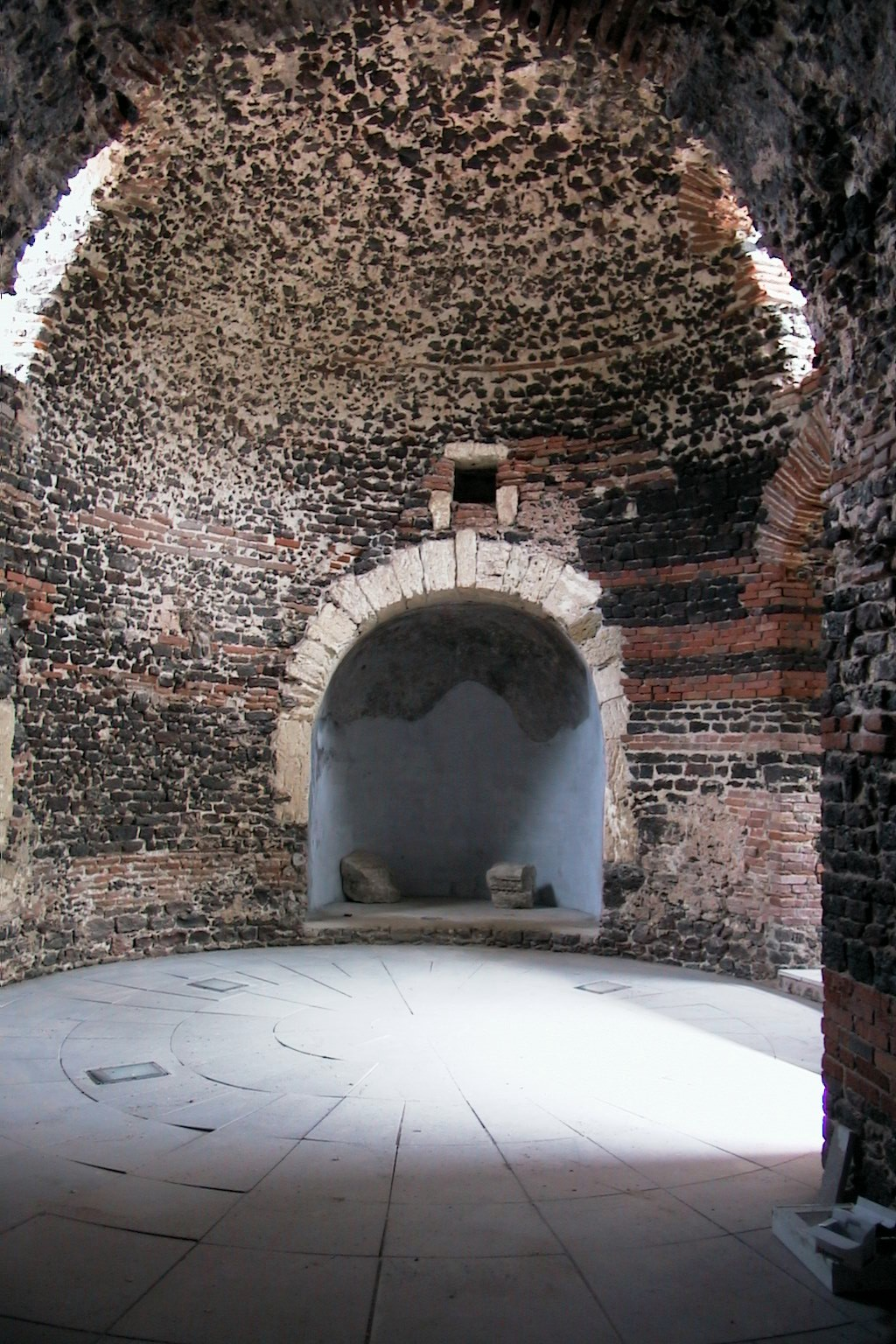
Interno della chiesa.

Il tempietto particolarmente semplice nella costruzione è assimilabile per l'iconografia alla tipologia a croce con cupola. Dell'impianto originario rimangono il corpo centrale, una rotonda con cupola di copertura con due grandi finestre a sesto ribassato aperte sulla parte alta, assieme a due bracci diseguali entrambi absidati, orientati ad ovest e a sud. Il primo è coperto con una volta a botte, il secondo è dotato di un'ampia finestra arcuata e coperto a semicupola. 
Nella costruzione della fabrica furono riutilizzate parti delle murature degli ambienti termali preesistenti. 
Sempre in quella fase costruttiva, fu altresì ripristinato il vecchio acquedotto romano, di cui rimane un frammento all'esterno a sud del monumento, che convogliava le acque termali dalla sorgente del s'Abba Uddi all'interno dell'edificio, dove sono visibili i resti delle canalette di epoca bizantina, inglobate nelle fondazioni e, ad una quota inferiore, un frammento della canalizzazione romana. Secondo alcuni l'edificio potrebbe essere stato un battistero. Ma una valida ipotesi circa la destinazione d'uso del tempio bizantino viene fornita dal glottologo Giulio Paulis, attraverso la spiegazione dell'etimologia della parola mesumundu. «Pertanto questo tempio, dedicato al culto della Madre di Dio, fu associato alle virtù miracolose dell'acqua santa attraverso il rito dell'aghiasma che consisteva nell'immersione in una piscina dei malati fiduciosi di ottenere la guarigione» .

### Interventi in epoca romanica
Nel 1064-65 giudice Barisone I di Torres fece compilare l'atto di donazione (il documento è noto come Carta di Nicita) in cui cedeva a Desiderio di Benevento, abate di Montecassino, una vasta area e le sue pertinenze: comprese le chiese di Nostra Signora di Mesumundu  e la chiesetta dei santi Elia ed Enoc, posta sulla sommità del Monte Santu, sempre in territorio di Siligo.
Dopo il 1064, con l'arrivo dei monaci benedettini, l'antico tempietto bizantino fu riadattato alle regole dell'orientazione liturgica occidentali, diffusesi capillarmente dopo il grande scisma del 1054. Fu creata quindi un'abside sul lato est e, dopo aver praticato un varco sulla parete ad ovest, un ingresso che venne evidenziato all'esterno con la costruzione di un vestibolo (demolito durante i lavori di restauro del 1934). Gli interventi furono realizzati con materiali di recupero delle rovine romane e con qualche concio di basalto proveniente dallo spoglio del vicino Nuraghe Curzu.

### Epoche successive
La struttura di Nostra Signora di Mesumundu, una volta abbandonata dai monaci, pare sia stata utilizzata come chiesa dagli abitanti di Villanova Montesanto, almeno fino a quando non fu costruita la chiesa di San Vincenzo Ferrer probabilmente nella seconda metà del XVIII secolo.
Tra la fine del XIX secolo e i primi anni del XX secolo la chiesa fu oggetto di interesse da parte dello storico dell'architettura Dionigi Scano, che curò anche un progetto di restauro che non fu mai attuato. Tra la fine degli anni cinquanta e i primi anni sessanta, a seguito di due campagne di scavi, l'archeologo Guglielmo Maetzke pubblicò due studi sulle preesistenze di età romana e stabilì la datazione del tempietto al VI secolo.

## Galleria d'immagini

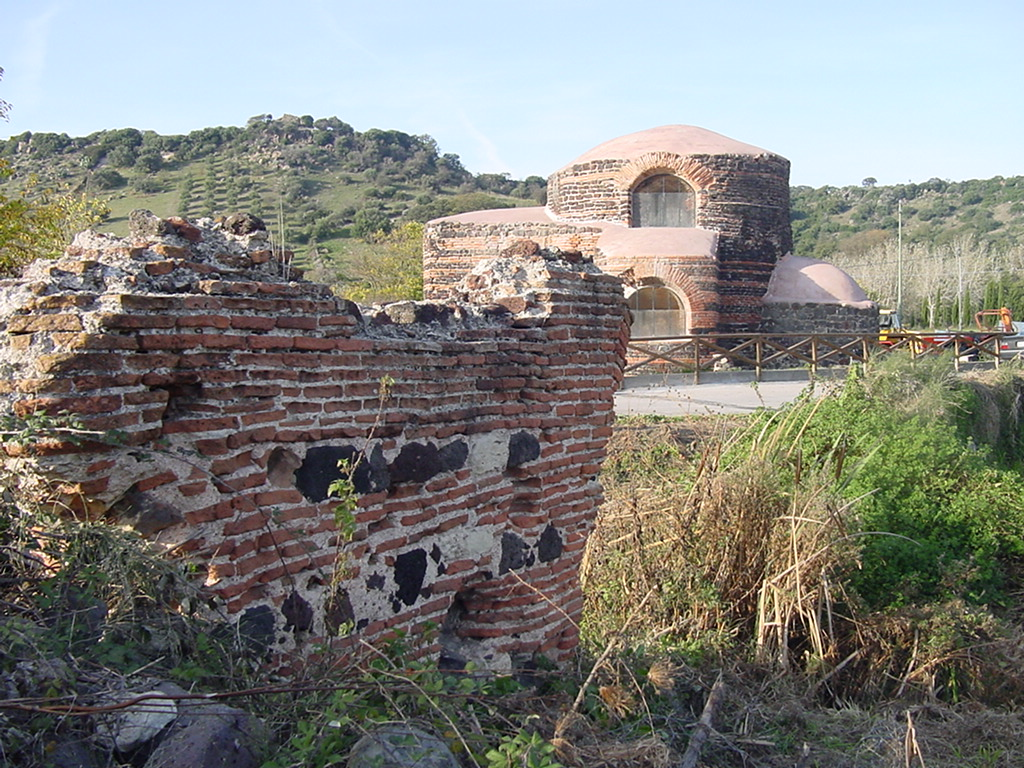
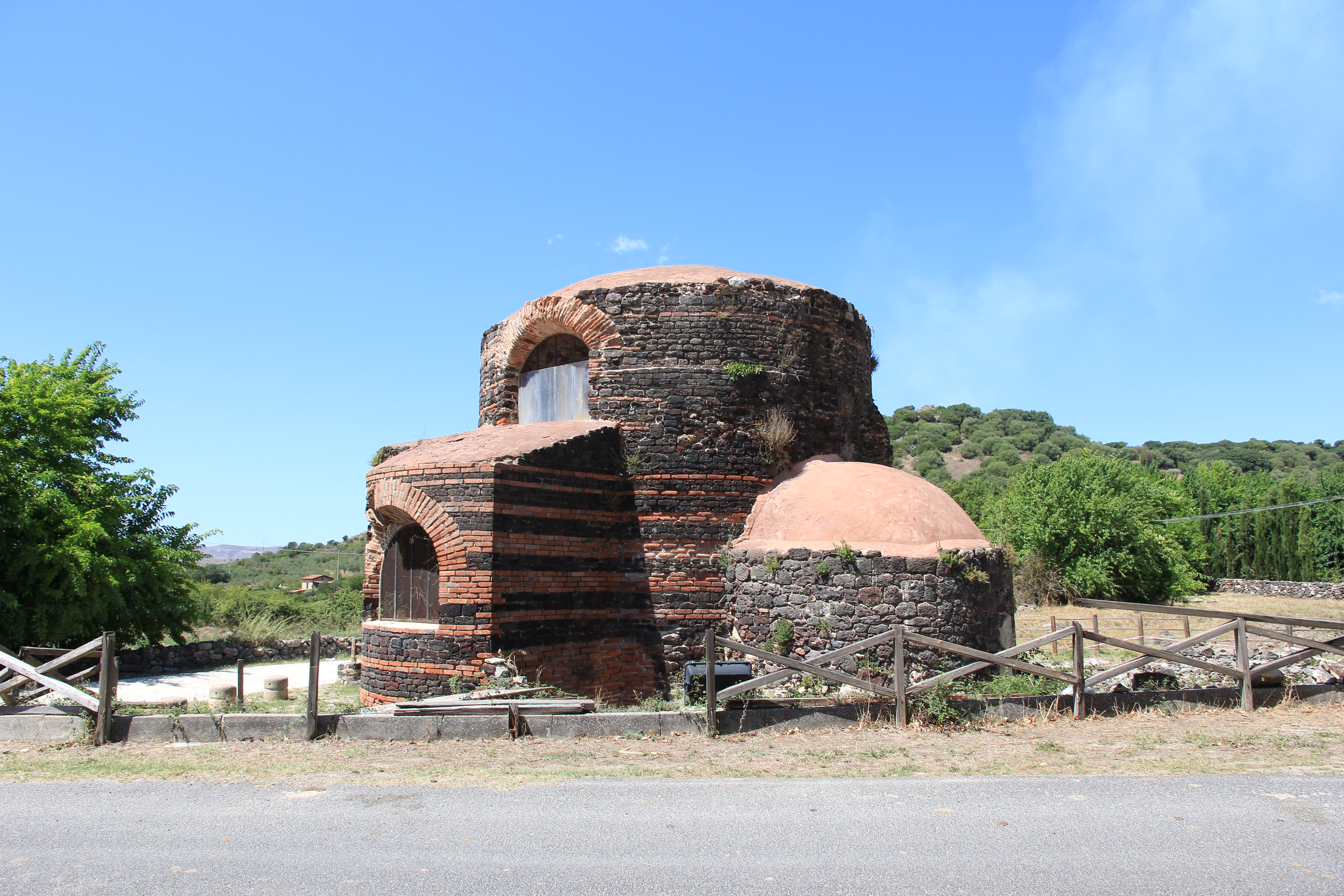
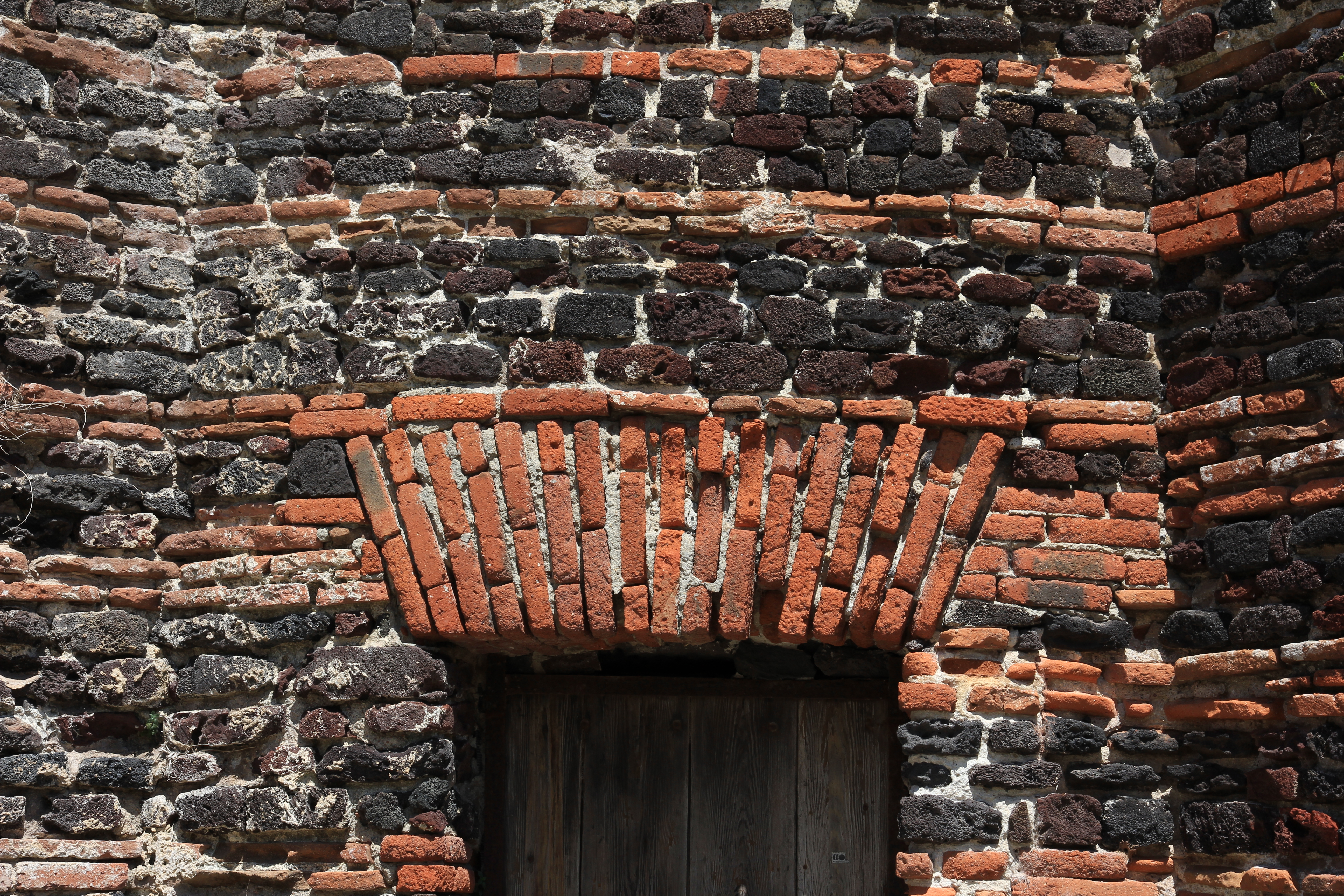
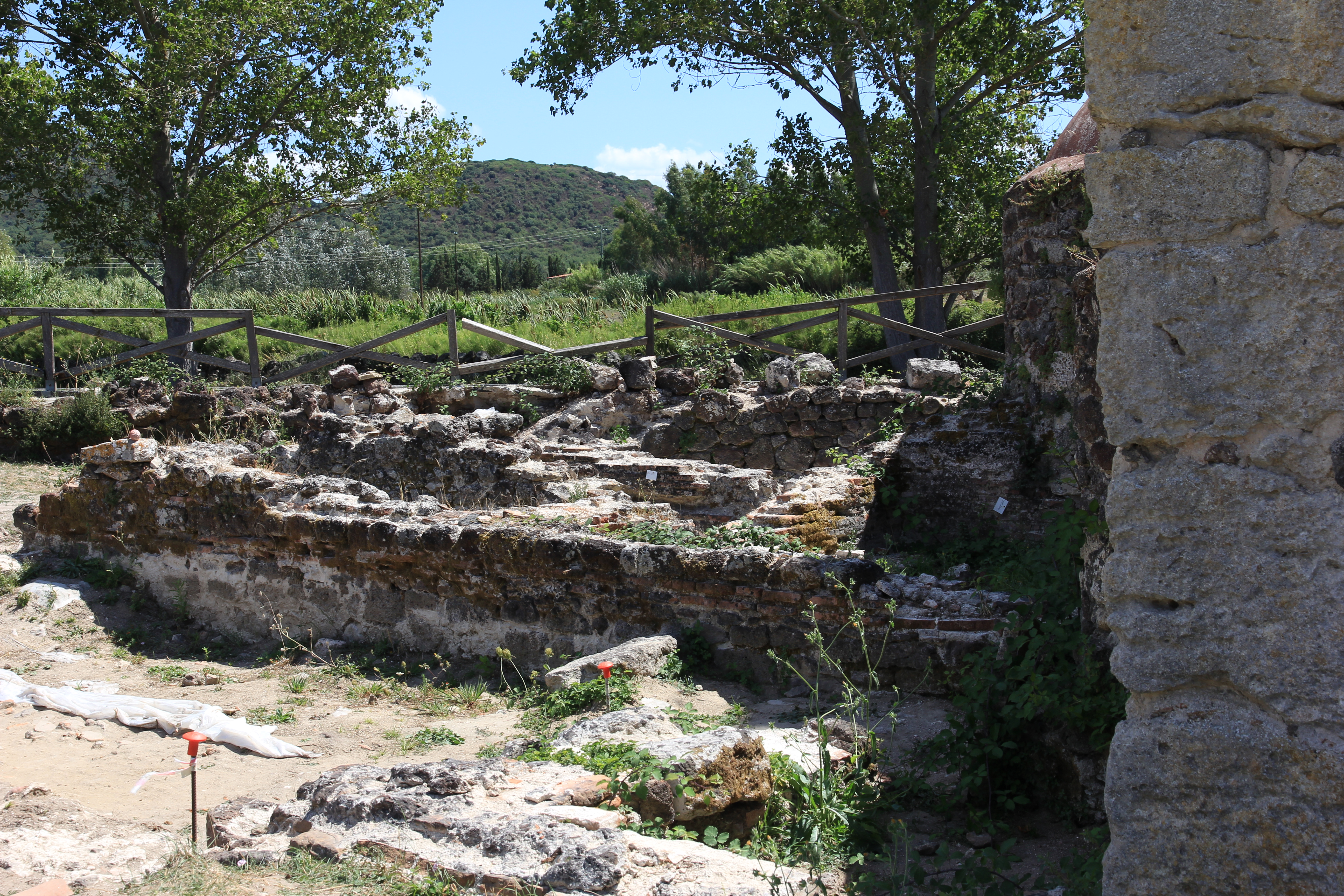

### Fonti letterarie
- Tomus XXXIV: Chronica monasterii Casinensis in Monumenta Germaniae Historica (MGH), Scriptores, XXXIV, Hannover, 1980 pp. 388–389 ISBN 3775253165 - ISBN 9783775253161
- Dag Norberg (a cura di), S. Gregorii Magni Registrum Epistularum, Corpus Christianorum,Serie Latina, CXL, Turnhout, 1982  ISBN 9782503014012